# Lothar Kühne
Lothar Kühne (* 10. September 1931 in Bockwitz; † 7. November 1985 im Bezirk Rostock) war ein deutscher marxistischer Kulturphilosoph, Architekturtheoretiker und Hochschullehrer. Von 1971 bis 1982 war er an der Humboldt-Universität zu Berlin Lehrstuhlinhaber für dialektischen und historischen Materialismus bzw. marxistisch-leninistische Philosophie.

## Leben
Kühne entstammte einer Arbeiterfamilie aus dem nördlichen Sachsen. 1949 konnte er über die Arbeiter- und Bauernfakultät in Halle ein Studium aufnehmen. Nach dem Umzug nach Berlin studierte er von 1952 bis 1957 an der Humboldt-Universität Philosophie und Kunstgeschichte, u. a. bei Wolfgang Heise und Richard Hamann. Nach dem Abschluss war Kühne als Assistent im marxistisch-leninistischen Grundlagenstudium an der TU Dresden tätig, wo er vom Architekturprofessor Georg Münter wichtige Anregungen für eigene architekturtheoretische Überlegungen erhielt. 1960 kehrte er an die HU Berlin zurück, wo er zunächst Oberassistent wurde und 1965 promovierte. Zwei Jahre später wurde Kühne zum Dozenten ernannt, 1971 zum ordentlichen Professor für dialektischen und historischen Materialismus an der Sektion Marxismus-Leninismus. 1975 erfolgte die Promotion B über das Ästhetische als Faktor der Aneignung, des Eigentums und des gegenständlichen Verhaltens.
Kühne war schon während des Studiums Mitglied der SED. Seine politischen Funktionen waren jedoch auch von kontroversen Auseinandersetzungen geprägt. 1953 wurde Kühne aus der Partei ausgeschlossen, 1958 wieder aufgenommen. 1980 wechselte er von der Sektion Marxismus-Leninismus zur Sektion marxistisch-leninistische Philosophie. 1982 wurde er aufgrund seiner Schizophrenie invalidisiert. Ende des Jahres 1985 nahm sich Lothar Kühne das Leben.

## Thesen
Lothar Kühne stimulierte die Entwicklung der so genannten Berliner Ästhetik in der Architektur und Ästhetik der DDR. Sie sah im Unterschied zum gängigen Kunstzentrismus die gesellschaftlich hervorgebrachte Gegenständlichkeit sowie die räumlichen Beziehungen der Menschen als ihren bevorzugten Forschungsgegenstand an. Er plädierte für den Funktionalismus – den absoluten Vorrang der menschlichen Bedürfnisse in der Architektur – gegen eklektischen Historismus und gegen die im Westen dominierende Architekturströmung der Postmoderne. Er wandte sich gegen die Stilisierung praktischer Gegenstände zu Kunstwerken, die seit Marcel Duchamp die zeitgenössische Kunst sowie die grundsätzliche Debatte über den Kunstbegriff inspiriert hat.
Wie es Olaf Weber in seinem Aufsatz Funktionalismus als DDR und Utopie formuliert, hielt „Lothar Kühne […] an der These fest, dass der Funktionalismus das ästhetische Formierungsprinzip des Sozialismus (bei ihm: des Kommunismus) sei.“

## Film
1990 produzierte das DEFA-Studio für Dokumentarfilme unter dem Titel La Rotonda, Vicenza – In Erinnerung an Prof. Lothar Kühne einen Dokumentarfilm, der das Werk Kühnes würdigt.

## Schriften
- Zur Bestimmungsgeschichte des Begriffs sozialistische Architektur. In: Deutsche Architektur. Berlin 1959. H. 11. S. 633.
- Gegenstand und Raum. Über die Historizität des Ästhetischen (= Fundus-Reihe Bd. 77/78, ZDB-ID 254005-8). VEB Verlag der Kunst, Dresden 1981, Online als gz-Archiv
- Haus und Landschaft. Aufsätze (= Fundus-Reihe Bd. 94/95 [recte 97/98]). VEB Verlag der Kunst, Dresden 1985.
- Das Ästhetische als Faktor der Aneignung und des Eigentums. Zur Bestimmung des gegenständlichen Verhaltens: Arbeiten zur Philosophie, Kunst und Architekturtheorie. Dissertation B, Humboldt-Universität. 2 Bde., Berlin 1975.
- Zu erkenntnistheoretischen und ästhetischen Problemen der Architekturtheorie. Dissertation, Humboldt-Universität, Berlin 1965.